# Fullkorn

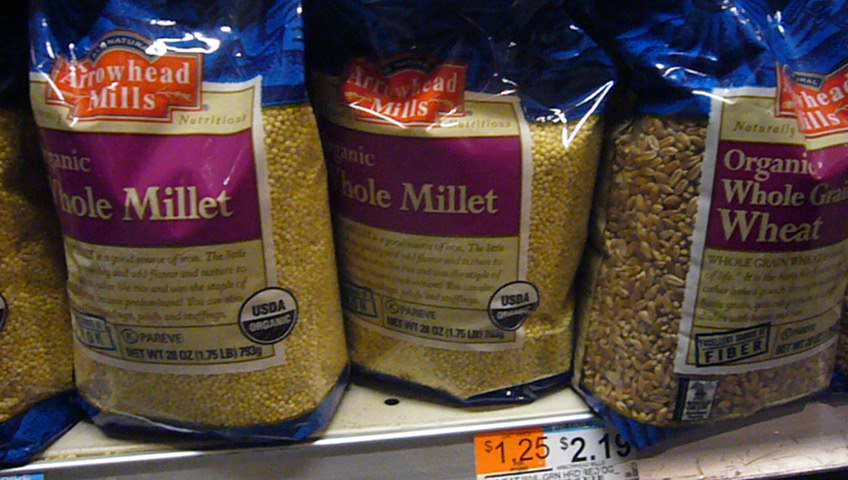
Försäljning av hela korn av hirs respektive vete.

Fullkorn är spannmål som har sitt naturliga skal kvar, även om det malts. Man brukar säga att cerealen skall innehålla: kli, frövita och grodd för att klassas som fullkorn. Det gäller all spannmål till exempel helt vete, råg, havre, ris, majs.
Fullkorn innehåller kostfiber som är viktigt för människans hälsa. Det tar lång tid för kroppen att bearbeta fullkornskost vilket gör att man får en jämnare blodsockernivå. 